# Secretaría de Prensa de la Presidencia de la Nación
La Secretaría de Prensa fue un organismo del Estado argentino encargado de planificar, ejecutar y supervisar la política de prensa y comunicación presidencial, así como también asistir al Poder Ejecutivo Nacional en la elaboración de los mensajes, discursos y declaraciones públicas. Fue creada bajo la presidencia de Alberto Fernández como una Secretaría de Estado con rango y jerarquía de ministerio.Finalmente, fue disuelta durante el mandato de Javier Milei.

## Estructura
La Secretaría de Prensa de la Presidencia de la Nación tiene bajo su mando los siguientes organismos:
- Subsecretaría Prensa de Presidencia de la Nación.

## Titulares
| N.º | Secretario          | Partido | Partido               | Periodo                                            | Presidente        |
| --- | ------------------- | ------- | --------------------- | -------------------------------------------------- | ----------------- |
| 1   | Juan Pablo Biondi   |         | Partido Justicialista | 10 de diciembre de 2019 - 20 de septiembre de 2021 | Alberto Fernández |
| 2   | Juan Ross           |         | Partido Justicialista | 21 de septiembre de 2021 - 30 de abril de 2022     | Alberto Fernández |
| 3   | Gabriela Cerruti    |         | Nuevo Encuentro       | 1 de mayo de 2022 - 10 de diciembre de 2023        | Alberto Fernández |
| 4   | Belén Stettler      |         | Independiente         | 10 de diciembre de 2023 - 4 de enero de 2024       | Javier Milei      |
| 5   | Eduardo Serenellini |         | La Libertad Avanza    | 8 de enero de 2024 - 28 de enero de 2025           | Javier Milei      |